# Hilde Hetzler-Wender
Hilde Hetzler-Wender (* 1918 in Wallerfangen; † 1969 in ebenda) war eine deutsche Malerin und Keramikerin.

## Leben
Hilde Hetzler-Wender besuchte von 1923 bis 1934 das Lyzeum in Saarlouis und war anschließend bis 1936 an der Staatlichen Kunst- und Kunstgewerbeschule in Saarbrücken Mitglied der Zeichenklasse bei Professor Oskar Trepte. Von 1937 bis 1938 besuchte sie die staatliche Keramikschule in Höhr-Grenzhausen. Nachdem sie ab 1935 gelegentlich unter Leitung ihres Vaters als Zeichnerin bei Villeroy & Boch in Mettlach tätig gewesen war, übernahm sie von 1939 bis 1964 als Nachfolgerin ihres Vaters die Leitung des Malerei-Ateliers. 1954 illustrierte sie das saarländische Schullesebuch Komm, wir lesen. 1963 heiratete sie Robert Hetzler und war ab 1964 in einem Atelier in Sengscheid, St. Ingbert, als freiberufliche Keramikerin tätig.

## Werke im öffentlichen Raum (Auswahl)
- Wandgestaltung, 1950er Jahre, Lebach, Städtischer Kindergarten
- Wandbilder, um 1955, Dillingen, Pachten, Römerschule
- Fassadengestaltung, 1956, Mettlach, katholischer Kindergarten
- Fassadengestaltung und Wandbilder, 1956, Dillingen, katholischer Kindergarten Heilig Sakrament
- Wandbild aus Fliesen mit fiktiver Stadtansicht von Saarbrücken, 1960er Jahre (nicht mehr vorhanden), Saarbrücken, St. Johann, Volksbank Saar West
- Keramikwandbild mit Brunnen, 1960 (nicht mehr vorhanden), Saarbrücken, St. Johann, Erweiterungsbau Kaufhaus Gebrüder Sinn
- Wandbild, 1962, Püttlingen, Kreissparkasse
- Bäderabteilung, Wandgestaltungen, 1964, Saarbrücken, St. Arnual, Heilig-Geist-Krankenhaus (aktuell: Landesamt für Zentrale Dienste, Rechenzentrum ZDV-Saar)
- Wandgestaltung, 1964, Saarbrücken, Rastpfuhl, katholische Höhere Fachschule für Soziale Arbeit (aktuell: HTW Campus Rastpfuhl)
- Wandgestaltung, 1965, Homburg/Saar, Universitätsklinikum des Saarlandes und Medizinische Fakultät der Universität des Saarlandes, Schwesternwohnheim (aktuell Gebäude 27)
- Brunnen, 1967, Völklingen, Ludweiler, Kreissparkasse
- keramisches Wandbild, 1967 (nicht mehr vorhanden), Lebach, Johannes-Kepler-Gymnasium
- Brunnen mit keramischem Wandbild, 1968, Quierschied, Fischbach, Kreissparkasse (aktuell: Sparkasse Saarbrücken, Geschäftsstelle Fischbach)
- Brunnen, 1968, Güdingen, Kreissparkasse
- Tabernakel, 1968, Friedenskirche (Saarbrücken), Alt-Saarbrücken